# San Mateo del Mar
San Mateo del Mar è un comune del Messico, situato nello stato di Oaxaca.

## Storia
San Mateo del Mar è una comunità abitata principalmente da indigeni di etnia Huave, come gli abitanti di San Dionisio del Mar e San Francisco del Mar. La sua origine non è documentata, ma la tradizione orale indica la fondazione del primo insediamento intorno al 1606 quando gli Huave si trasferirono da quello che oggi è il Nicaragua alle pianure dell'istmo di Tehuantepec, che sarebbero poi abitate dai Mixes.
Mantenendo inizialmente buoni rapporti con questi, gli Huave si stabilirono nelle loro città; Tuttavia, qualche tempo dopo i Mixes sarebbero insorti contro di loro in armi per espellerli, provocando l'emigrazione dei Mixes negli attuali territori di montagna e in quello degli Huaves, a loro volta pressati dagli Zapotechi e successivamente dai messicani, in riva al mare, che stabiliscono le loro popolazioni nei dintorni della Laguna Superiore, della Laguna Inferiore e del Golfo di Tehuantepec.